# Сальный (остров, Кольский залив)
Сальный — остров в Кольском заливе Баренцева моря, административно входит в состав городского округа Александровск, Мурманская область.

## Географическое положение
Остров Сальный расположен в юго-восточной части Баренцева моря, а центре Кольского залива. Расстояние от острова до ближайшей точки материка (мыс Сальный, на восточной стороне Кольского залива) около километра. Пролив между островом Сальный и восточным берегом залива носит название пролив Баранова, а между островом и западным берегом Кольского залива с 1998 года носит наименование пролив Фридмана.

## Описание
Остров Сальный имеет удлинённую форму, с узкой центральной частью, длина его менее километра, максимальная ширина около 300 м в южной части. В южной части острова высота его достигает 30,9 м над уровнем моря. К северу находится еще одна высота порядка 17 метров. Между островом Сальный и материком находится Сальная банка - участок с малой глубиной.
На острове имеется маяк.
Свое название остров получил из-за большого количества тюленей, взбиравшихся на берега острова.

## Соседние острова
Несмотря на то, что в Кольском заливе находится множество островов, остров Сальный достаточно изолирован. Ближайший к нему остров Шуринов в 3,2 км к северу, небольшой остров, расположенный между одноименным мысом (мыс Шуринов) и мысом Пас на юге (удаленность порядка 420 м). 

### Комментарии
1. ↑  Фридман, Семён Аронович (1925—1999) — советский военный гидрограф.